# Charter Arms Mag Pug
Le revolver de poche Charter Arms Mag Pug est un dérivé en .357 Magnum du Charter Bulldog Pug.  Depuis 1995, il est produit par la firme Charter Arms pour le marché nord-américain des armes de défense personnelle.

## Description
C'est un petit revolver possédant une carcasse en acier (650 g sans cartouches) et un barillet à capacité standard (5 coups). Il fonctionne en double action classique. Il mesure 172 mm avec son canon de 56 mm (2,25 pouces anglais). Sa visée est fixe.

## Variantes
- La version Target Mag Pug, lancée en 2001,  est destinée au et de tir sportif. Munie d'un canon long de 107 mm (4,2 pouces anglais), elle mesure 225 mm pour environ 700 g à vide. Sa visée est réglable.
- Depuis 2017 existe le Mag Pug en .41 Magnum. Il pèse 680 g et mesure 184 mm avec son canon de 63,5 mm (2,5 pouces anglais). Sa visée est fixe.

## Sources
- R. Caranta, Guillaume Tell, l"annuaire des Armes N° 15, Crépin Leblond, 1995.
- R. Caranta, Le pistolet de poche moderne, 1878-2003, Crépin Leblond, 2003.
- J. Huon, Encyclopédie de l'Armement mondial, tome 3, Grancher 2012.